# 18282 Ilos
18282 Ilos (4317 T-3) là các thiên thể Troia của Sao Mộc, trong nhóm Troia, được phát hiện vào ngày 16 tháng 10 năm 1977 bởi C. J. van Houten và I. van Houten-Groeneveld.

## Link ngoài
- JPL Small-Body Database Browser on 18282 Ilos